# رسم مركب
الرسم المركب هو التعريف المشتمل على ذاتيات وعرضيات. وأحسنه هو الذاتي الجنسي. ومقابله هو الرسم المفرد وهو التعريف بالخواص والأعراض فقط.